# 箝口令
箝口令（かんこうれい）とは事故・物事が不都合が生じた際にその発言などを禁止命令のことで、物事や事故などの情報も公開を規制したり、仕事や情報などの守秘義務を守るために用いられるための言葉である。